# Stotfold FC
Stotfold FC is een voetbalclub uit Engeland, die in 1946 is opgericht en afkomstig is uit Stotfold. De club speelt anno 2021 bij Spartan South Midlands Football League.

## Bekende (ex-)spelers
- Mitchell Cole

## Erelijst
- United Counties League Premier Division (1) : 2007-2008
- South Midlands League Premier Division (1) : 1980-1981
- Beds Senior Cup (4) : 1965, 1994, 2000, 2008
- Beds Premier Cup (3) : 1982, 1992, 1999
- Beds Senior Trophy (1) : 2020

## Records
- Beste prestatie FA Cup : Derde kwalificatieronde, 2007-2008
- Beste prestatie FA Vase : Vierde ronde, 1994-1995 & 1997-1998 & 2000-2001 & 2009-2010